# Joachim Streich
Joachim Streich (n. 13 aprilie 1951, Wismar, Mecklenburg-Pomerania Inferioară, RDG – d. 16 aprilie 2022, Leipzig, Germania) a fost un fotbalist german, medaliat olimpic. A participat la o ediție a Jocurilor Olimpice (1972) în care a câștigat o medalie de bronz.